# Carl Möller (Volleyballspieler)
Carl Möller (* 26. Januar 2004) ist ein deutscher Volleyballspieler.

## Karriere
Möller begann seine Karriere beim TV Rottenburg. Am 12. Februar 2020 gab er beim Auswärtsspiel in Düren sein Debüt in der ersten Liga. Da sich die Rottenburger wenig später aus der ersten Liga zurückziehen musste, wechselte der Mittelblocker an den Bundesstützpunkt Friedrichshafen. Von 2020 bis 2022 spielte bei den Volley YoungStars, dem Nachwuchs des VfB Friedrichshafen, in der zweiten Liga Süd. Anschließend wechselte er zum Nachwuchsteam VC Olympia Berlin. In der Saison 2023/24 war er mit einem Doppelspielrecht für den VC Olympia in der zweiten Liga und für den Erstligisten Netzhoppers Königs Wusterhausen aktiv. Mit den Netzhoppers kam er in der Saison 2023/24 nicht über das DVV-Pokal-Achtelfinale und den letzten Platz in der Bundesliga hinaus. Auch 2024/25 spielt Möller für den Verein.

## Privates
Carl Möller ist Bruder von Onno Möller.